# 막스 보른
막스 보른 왕립학회 회원, 에딘버러 왕립학회 회원 (독일어: Max Born, [ˈmaks ˈbɔʁn]; 영어 발음: /bɔ́ːrn/; 1882년 12월 11일 - 1970년 1월 5일)은 독일의 물리학자이자 수학자로서 양자 역학의 발전에 중요한 역할을 했다. 그는 또한 고체 물리학 및 광학 분야에 기여했으며 1920년대와 1930년대에 많은 저명한 물리학자들의 연구를 지도했다. 보른은 "양자역학, 특히 파동 함수의 통계적 해석에 대한 기초 연구"로 1954년 노벨 물리학상을 수상했다.
보른은 1904년 괴팅겐 대학교에 입학하여 세 명의 저명한 수학자 펠릭스 클라인, 다비드 힐베르트, 헤르만 민코프스키를 만났다. 그는 "평면과 공간에서 탄성(Elastica)의 안정성"을 주제로 한 박사학위 논문으로 대학의 철학 교수상(University's Philosophy Faculty Prize)를 수상했다. 1905년에 그는 민코프스키와 함께 특수 상대성이론을 연구하기 시작했고 이후에 원자의 톰슨 모형에 대한 그의 하빌리타치온 논문을 썼다. 1918년 베를린에서 프리츠 하버와의 우연한 만남은 금속이 할로겐과 반응할 때 이온 화합물이 어떻게 형성되는지에 대한 논의로 이어졌다. 이는 오늘날 보른–하버 주기(Born–Haber cycle)로 알려져 있다.
제1차 세계대전 당시 무선 교환원으로 배치된 후 전문 지식을 바탕으로 음향 사정(sound ranging)에 관한 연구 임무를 맡게 되었다. 1921년, 보른은 그의 오랜 친구이자 동료인 제임스 프랑크를 위해 또 다른 자리를 마련하고 괴팅겐으로 돌아왔다. 보른 아래 괴팅겐은 세계 최고의 물리학 센터 중 하나가 되었다. 1925년에 보른과 베르너 하이젠베르크는 양자역학의 행렬 역학 표현을 공식화했다. 이듬해 그는 슈뢰딩거 방정식에서 ψ*ψ 에 대한 확률 밀도 함수의 현재 표준 해석을 공식화하여 1954년 노벨상을 수상했다. 그의 영향력은 자신의 연구 범위를 훨씬 넘어섰다. 막스 델브뤼크Max Delbrück, 지그프리드 플뤼게Siegfried Flügge, 프리드리히 훈트, 파스쿠알 요르단, 마리아 괴퍼트메이어, 로타르 볼프강 노르트하임Lothar Wolfgang Nordheim, 로버트 오펜하이머 및 빅토어 바이스코프는 모두 괴팅겐에서 보른 아래에서 박사학위를 받았고, 또한 그의 조수에는 엔리코 페르미, 베르너 하이젠베르크, 게르하르트 헤르츠베르그Gerhard Herzberg, 프리드리히 훈트, 파스쿠알 요르단, 볼프강 파울리, 레온 로젠펠트Léon Rosenfeld, 에드워드 텔러 및 유진 위그너가 포함되었다.
1933년 1월 독일에서 나치당이 집권하자 유대인인 보른은 괴팅겐 대학교 교수직에서 정직되었다. 그는 영국으로 이주하여 케임브리지 세인트 존스 칼리지에서 일했고 대중 과학 책인 《쉬임없는 우주(Restless Universe)》와 곧 표준 교과서가 된 《원자 물리학(Atomic Physics)》을 저술했다. 1936년 10월, 그는 에든버러 대학교의 자연 철학 교수가 되었으며, 그곳에서 독일 태생의 조수인 E. 발터 켈러만Walter Kellermann 및 클라우스 푸흐스Klaus Fuchs와 함께 물리학 연구를 계속했다. 보른은 유럽에서 제2차 세계대전이 발발하기 하루 전인 1939년 8월 31일에 귀화한 영국인(British subject)이 되었다.이다. 그는 1952년까지 에든버러에 머물렀다. 그는 서독의 바드 피르몬트(Bad Pyrmont)로 은퇴하였고, 또한 1970년 1월 5일 괴팅겐의 병원에서 사망했다.

## 어린 시절
막스 보른은 1882년 12월 11일 브레슬라우(지금의 폴란드 브로츠와프)에서 유대인 혈통의 가족으로 태어났으며, 그 곳은 보른이 태어났을 당시 독일 제국의 프로이센 슐레지아주에 속해 있었다. 그는 브레슬라우 대학교의 발생학 교수였던 해부학자이자 발생학자인 구스타프 보른Gustav Born과 그의 아내 마르가레테 니 카우프만Margarethe (Gretchen) née Kauffmann 사이에서 태어난 두 자녀 중 하나였다. 그녀는 1886년 8월 29일 막스Max가 4살이었을 때 사망했다. 막스에게는 1884년에 태어난 여동생 케테Käthe와 아버지의 두 번째 결혼에서 베르타 리프슈타인Bertha Lipstein 사이의 이복형인 볼프강Wolfgang이 있었다. 볼프강은 나중에 뉴욕 시립대학교의 미술사 교수가 되었다.
처음에는 브레슬라우의 쾨니히-빌헬름-김나지움에서 교육을 받은 보른은 1901년에 브레슬라우 대학교에 입학했다. 독일 대학 시스템은 학생들이 한 대학에서 다른 대학으로 쉽게 이동할 수 있도록 해주었고, 그래서 그는 1902년 하이델베르크 대학교과 1903년 취리히 대학교에서 여름 학기를 보냈다. 브레슬라우의 동료 학생 오토 퇴플리츠와 에른스트 헬린저Ernst Hellinger는 보른에게 괴팅겐 대학교에 대해 이야기했고, 보른은 1904년 4월에 그곳에 갔다. 괴팅겐에서 그는 펠릭스 클라인, 다비드 힐베르트 및 헤르만 민코프스키라는 세 명의 유명한 수학자를 만났다. 도착한 직후 후자의 두 사람과 긴밀한 관계를 맺었다. 힐베르트와 함께 들은 첫 수업에서 힐베르트는 보른이 뛰어난 능력을 가지고 있음을 확인하고 그를 괴팅겐 대학교의 수학 독서실에 수업 노트를 작성하는 기능을 하는 강의 서기로 선택했다. 학급 서기가 되면서 보른은 힐베르트와 정기적이고 귀중한 접촉을 하게 되었다. 힐베르트는 보른을 처음으로 무급, 준공식 조수로 임명한 후 멘토가 되었다. 쾨니히스베르크의 댄스 수업에서 민코프스키를 알았던 보른의 계모인 베르타를 통해 보른이 민코프스키를 알게 되었다. 소개로 보른은 일요일 저녁 식사를 위해서 민코프스키 가족에게 초대받았다. 또한, 보른은 서기와 조수로서의 임무를 수행하는 동안 힐베르트의 집에서 민코프스키를 자주 보았다.
보른과 클라인의 관계는 더 문제가 많았다. 보른은 클라인과 응용수학 교수인 카를 룽게 및 루트비히 프란틀이 진행하는 탄성 주제에 대한 세미나에 참석했다. 그 주제에 특별한 관심은 없었지만 보른은 논문을 발표해야 했다. 힐베르트의 변분법을 사용하여 그는 양쪽 끝이 고정된 와이어의 곡선 구성을 사용하여 가장 안정적일 것임을 증명했다. 클라인은 깊은 인상을 받았고, 클라인이 대학에 의해 매년 제공되는 권위 있는 철학 교수상(Philosophy Faculty Prize)의 주제로 준비한 "평면과 공간에서 탄성의 안정성"-클라인에게 가깝고도 소중한 주제-에 대한 논문을 제출하도록 보른을 초대했다. 출품작은 박사학위 논문으로도 인정될 수 있었다. 보른은 응용 수학이 그가 선호하는 연구 분야가 아니었기 때문에 제안을 거절함으로써 응답했다. 클라인은 크게 화를 냈다.
클라인은 학문적 경력을 만들거나 끊을 수 있는 권한이 있었기 때문에 보른은 상을 위한 항목을 제출하여 속죄해야 한다고 느꼈다. 클라인이 그를 감독하기를 거부했기 때문에 보른은 카를 룽게를 그의 감독자로 선정했다. 볼데마르 포크트와 카를 슈바르츠실트는 그의 다른 심사관이 되었다. 그의 논문에서 시작하여 보른은 안정성 조건에 대한 방정식을 개발했다. 그가 그 주제에 더 관심을 갖게 되자 그는 자신의 예측을 실험적으로 테스트할 수 있는 장치를 만들었다. 1906년 6월 13일, 학장(rector)은 보른이 상을 받았다고 발표했다. 한 달 후, 그는 구두 시험에 합격하고 우등('magna cum laude')으로 수학의 박사학위를 받았다.
졸업과 동시에 보른은 학생 시절 미루었던 군 복무를 해야 했다. 그는 독일군에 징집되어 베를린에 주둔하고 있던 제2 근위 용기병 "러시아의 알렉산드라 황후(Empress Alexandra of Russia)"에 배치되었다. 1907년 1월 천식 발작 후 일찍 퇴원했기 때문에 그의 복무는 짧았다. 그 후 그는 영국으로 여행하여 케임브리지의 곤빌 키이즈 대학(Gonville and Caius College)에 입학하고 J. J. 톰슨, 조지 설George Searle 및 조지프 라모어의 지도하에 캐번디시 연구소에서 6개월 동안 물리학을 공부했다. 보른이 독일로 돌아온 후, 육군은 그를 다시 입대시켰고, 그는 정예 제1(실레지아) 생명 흉갑기병의 "위대한 선제후"(1st(Silesian) Life Cuirassier "Great Elector")와 함께 불과 6주 만에 다시 의학적으로 제대할 때까지 복무했다. 그런 다음 그는 브레슬라로 돌아와 물리학의 하빌리타치온을 하기를 희망하면서 오토 루메르Otto Lummer와 에른스트 프랑스하임Ernst Pringsheim의 지도하에 연구했다. 보른의 흑체 실험, 파열된 냉각수 호스 그리고 침수된 실험실과 관련된 작은 사고가 루메르가 그에게 결코 물리학자가 될 수 없다고 말하게 만들었다.
1905년, 알베르트 아인슈타인은 특수 상대성이론에 관하여 그의 논문 "움직이는 물체의 전기역학에 대해서(On the Electrodynamics of Moving Bodies)"를 발표했다. 보른은 흥미를 느꼈고 그 주제에 대해 조사하기 시작했다. 그는 민코프스키가 같은 방식으로 특수 상대성 이론을 연구하고 있다는 사실을 알고 충격을 받았지만 민코프스키에게 그의 결과에 대해 편지를 썼을 때 민코프스키는 그에게 괴팅겐으로 돌아가서 그의 하빌리타치온을 하라고 요청했다. 보른은 수락했다. 퇴플리츠는 보른이 그의 행렬 대수학을 복습하게 도와주어서 그는 전기역학과 상대성이론을 조화시키기 위해 후자의 프로젝트에 사용된 4차원 민코프스키 공간 행렬로 작업할 수 있었다. 보른과 민코프스키는 사이가 좋았고 연구는 잘 진행되는데, 그러나 민코프스키가 1909년 1월 12일 맹장염으로 갑자기 사망했다. 수학과 학생들은 장례식에서 보른이 그들을 대표하여 연설하도록 했다.
몇 주 후, 보른은 괴팅겐 수학 학회(Göttingen Mathematics Society)의 회의에서 결과를 발표하려고 했다. 그는 상대성 이론을 거부한 클라인과 막스 아브라함에게 공개적으로 도전을 받아 강의를 그만둘 수밖에 없었다. 그러나 힐베르트와 룽게는 보른의 작업에 관심이 있었고 보른과 약간의 토론 후 결과의 정확성을 확신하고 다시 강의를 하도록 설득했다. 이번에는 그는 방해받지 않았고 볼데마르 포크트는 보른의 하빌리타치온 논문을 후원하겠다고 제안했다. 보른은 이후 자신의 강연을 "보른 강성(Born rigidity)" 개념을 소개한 "상대성의 운동학에서의 강체 전자 이론(독일어: Die Theorie des starren Elektrons in der Kinematik des Relativitätsprinzips)에 대한 논문을 발표했다. 10월 23일 보른은 원자의 톰슨 모형에 대한 그의 하빌리타치온 강의를 발표했다.

## 경력

### 베를린과 프랑크푸르트
보른은 프리바트도젠트로서 괴팅겐에서 젊은 학자로서 정착했다. 괴팅겐에서 보른은 El BoKaReBo로 알려진 달만슈트라세(Dahlmannstraße) 17에 있는 애니Annie 수녀가 운영하는 하숙에 머물렀다. 그 이름은 엘라 필립슨(의대생)의 "El", 보른과 한스 볼자Hans Bolza(물리학 학생)의 경우 "Bo", 그리고 오도레 폰 카르만Odore von Kármán(개인강사(Privatdozent)의 "Ka", 알브레히트 레네르Albrecht Renner(다른 의대생)의 경우 "Re"에서 따온 것이다. 기숙사를 자주 방문한 사람은 아르놀트 조머펠트의 박사과정 학생인 파울 페터 에발트Paul Peter Ewald로 괴팅겐의 힐베르트에게 물리학 특별 조수로 임대되었다. 수학자이자 개인강사인 리하르트 쿠란트는 이러한 사람들을 "그룹안"이라고 불렀다.
1912년, 보른은 라이프치히 대학교 법학교수의 딸이자 칼 룽게의 딸 이리스Iris의 친구인 헤드비히 (헤디) 에렌베르크Hedwig (Hedi) Ehrenberg를 만났다. 그녀는 막스의 여동생 케테와 마찬가지로 그가 결혼했을 때 루터교 신자가 되었음에도 불구하고, 그녀의 아버지 쪽에서 유대인 배경을 가지고 있었다. 자신의 종교를 가진 적이 없음에도 불구하고 보른은 개종을 거부했으며 1913년 8월 2일 결혼식은 가든 의례였다. 그러나 그는 1914년 3월 자신의 결혼식을 집전한 같은 목사에게 루터교로 세례를 받았다. 보른은 "종교적 직업과 교회를 중요하지 않은 문제"로 여겼다. 세례를 받기로 한 그의 결정은 부분적으로는 그의 아내를 존중하기 위한 것이었으며 부분적으로는 독일 사회에 동화되기를 바라는 마음 때문이었다. 결혼은 1914년에 태어난 두 딸 이레네Irene와1915년에 태어난 마르가레테(그리틀리)Margarethe(Gritli) 및 1921년에 태어난 아들 구스타프Gustav 세 자녀를 낳았다. 결혼을 통해 본은 법학자 빅터 에렌버그Victor Ehrenberg(그의 장인), 루돌프 폰 제링Rudolf von Jhering(아내의 외할아버지) 및 영국 코미디언 벤 엘튼Ben Elton의 외삼촌인 철학자이자 신학자 한스 에렌버그Hans Ehrenberg과 인척이 되었다.
1913년 말까지 보른은 상대성 이론과 결정 격자의 역학에 관한 중요한 연구를 포함하여 책으로 된 27편의 논문(테오도르 폰 카르만Theodore von Karman과 함께 3편)을 발표했다. 1914년, 막스 플랑크로부터 새로운 이론물리학의 특임교수(Professor extraordinarius) 자리가 베를린 대학에 신설되었다는 내용의 편지를 받았다. 그 자리는 막스 폰 라우에에게 제안되었지만 그는 그것을 거절했다. 보른은 받아들였다. 당시는 제1차 세계대전이 한창이었다. 1915년 베를린에 도착한 직후 그는 육군 통신 부대에 징집되언다. 10월에 그는 새로운 음파 사정의 기술을 전담하는 특수부대를 창설한 루돌프 라덴부르크Rudolf Ladenburg 휘하의 육군 베를린 기반의 포병대-시험-임무(Artillerie -prüfung-Kommission)에 합류했다. 베를린에서 보른은 아인슈타인과 평생 우정을 맺었고, 그는 보른의 집을 자주 방문하게 되었다. 1918년 11월 휴전이 끝난 며칠 만에, 플랑크는 군대가 소집해제하도록 하였다. 그 달에 프리츠 하버와의 우연한 만남에서 금속이 할로겐과 반응할 때 이온 화합물이 형성되는 방식에 대한 논의가 몇달간 이어졌다. 이는 오늘날 보른-하버 주기(Born–Haber cycle)로 알려져 있다.
보른이 베를린에서 교수직을 맡기도 전에 폰 라우에는 마음을 바꿔 결국 자신이 원한다고 결정했다. 그는 보른과 조정했고 교수진은 그들이 직업을 바꿀 수 있도록 주선했다. 1919년 4월 보른은 프랑크푸르트 암 마인 대학교의 전임교수(professor ordinarius) 및 이론물리학 연구소 소장이 되었다. 그곳에 있는 동안 그는 물리연구소 소장인 피터 디바이의 후임자를 찾고 있던 괴팅겐 대학교의 제안을 받았다. 아인슈타인은 "이론물리학은 '당신'이 어디에 있든 번성할 것이며; 오늘날 독일에서 오늘날 찾을 수 있는 다른 보른은 없다."라고 조언했다. 보른은 교육부와의 협상을 통해 그의 오랜 친구이자 동료였던 제임스 프랑크를 위해 괴팅겐에 실험물리학의 다른 자리를 마련했다.
1919년 엘리자베스 보르만Elisabeth Bormann은 이론물리학 연구소에 그의 조교로 들어갔다. 그녀는 최초의 원자 빔(atomic beam)을 개발했다. 보른과 함께 일하면서, 보르만은 기체 내 원자의 자유행로와 분자의 크기를 처음으로 측정했다.

### 괴팅겐

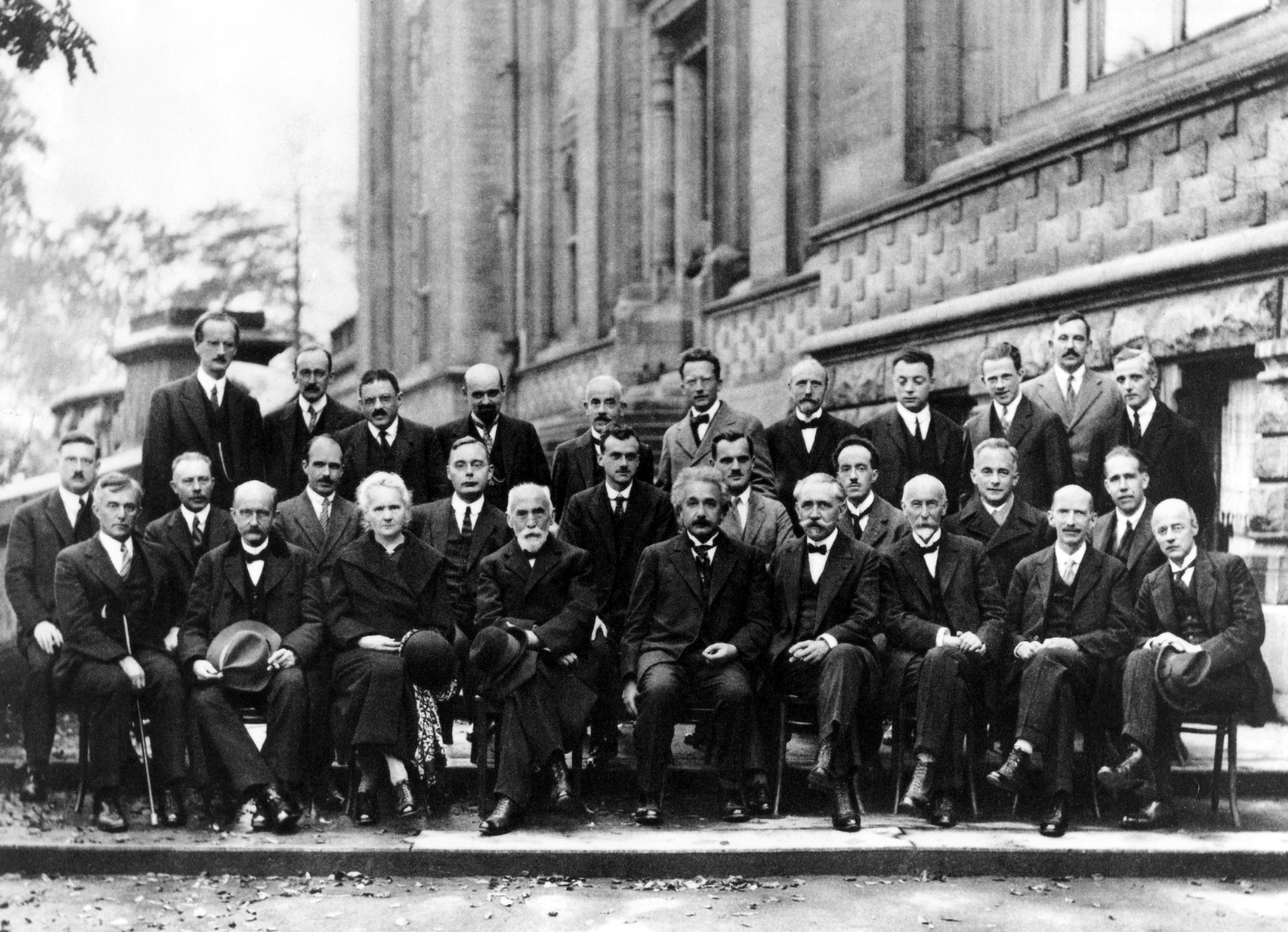
솔베이 회의, 1927년. 보른은 루이 드 브로이와 닐스 보어 뒤 세번째 줄 맨 오른쪽에 있다.

12년 동안 보른과 프랑크는 괴팅겐 대학교에 있었고(1921~1933), 보른은 기본과학 개념에 대한 공통된 견해를 가진 공동 작업자가 있었다. 실험물리학자들과의 보른의 협력 접근 방식은 이론물리학의 일반교수이자 이론물리학 연구소 소장-또한 양자 이론 발전의 원동력-이었던 뮌헨 대학교의 아르놀트 조머펠트와 유사했다. 보른과 조머펠트는 실험 물리학자들과 협력하여 이론을 테스트하고 발전시켰다. 1922년 미국 위스콘신 대학교 매디슨에서 강의를 하고 있을 때, 조머펠트는 그의 제자인 베르너 하이젠베르크를 보른의 조수로 보냈다. 하이젠베르크는 1923년 괴팅겐으로 돌아와 1924년 보른의 지도를 받고 괴팅겐에서 개인강사(Privatdozent)가 되었다.
1919년과 1920년에 막스 본은 아인슈타인의 상대성 이론에 대한 수많은 반대에 대해 불쾌감을 느꼈고, 1919년 겨울에는 아인슈타인을 지지하는 연설을 했다. Born은 급속한 인플레이션의 해를 통해서 경비에 도움이 된 그의 상대성 이론 연설에 대한 급여를 받았다. 독일어로 된 연설은 1920년에, 아인슈타인이 출판 전에 증명을 받은, 출판된 책이 되었다. 세 번째 판은 1922년에 출판되었고 영어 번역본은 1924년에 출판되었다. 보른은 빛의 속도를 곡률의 함수로 나타냈고, "빛의 속도는 광선의 일부 방향에 대해 일반적인 값 c보다 훨씬 빠르며, 또한 다른 물체도 훨씬 더 빠른 속도에 도달할 수 있다."
1925년, Born과 Heisenberg는 양자역학의 행렬 역학 표현을 공식화했다. 7월 9일 하이젠베르크는 보른에게 "(운동학적 및 기계적 관계의 양자 이론적 재해석(Über quantentheoretische Umdeutung kinematischer und mechanischer Beziehungen)"이라는 제목의 논문을 검토와 출판을 위해 제출했다. 이 논문에서, 하이젠베르크는 초기 상태와 최종 상태에 해당하는 두 개의 인덱스를 사용해야 하는 양자 점프에 대한 전이 확률과 같은 매개변수를 사용하여 구체적이지만 관찰할 수 없는 전자 궤도 표현을 피하는 양자 이론을 공식화했다. 보른이 그 논문을 읽었을 때, 그는 그 공식이 행렬의 체계적인 언어로 전사되고 확장될 수 있는 공식임을 인식했는데, 그것은 그가 브레슬라우 대학교의 야콥 로자네스Jakob Rosanes 밑에서의 연구에서 배웠던 것이었다.
이때까지 물리학자들은 행렬을 거의 사용하지 않았다. 그들은 순수수학의 영역에 속하는 것으로 간주되었다. 구스타프 미에Gustav Mie는 1912년 전기역학에 관한 논문에서 그것들을 사용했고, 보른은 1921년 결정의 격자 이론에 관한 연구에서 그것들을 사용했다. 이러한 경우에 행렬이 사용되었지만, 양자역학의 행렬 공식화에서 그랬던 것과 같이 곱셈이 있는 행렬의 대수학은 그림에 들어가지 않았다. 그의 조수이자 전 학생이었던 파스쿠알 요르단의 도움으로 보른은 즉시 전사 및 확장을 시작했으며 출판을 위해 결과를 제출했다. 이 논문은 하이젠베르크의 논문이 발표된 지 60일 만에 출판을 위해 접수되었다. 3명의 저자 모두가 연내 발표를 위해 후속 논문을 제출했다. 결과는 놀라운 공식이었다:
{\displaystyle pq-qp={h \over 2\pi i}I}
여기서 {\displaystyle p}와 {\displaystyle q}는 위치와 운동량에 대한 행렬이고 {\displaystyle I}는 단위 행렬이다. 행렬 곱셈은 가환적이 아니기 때문에 방정식의 왼쪽은 0이 아니다. 이 공식은 행렬의 대각선에 있지 않은 모든 요소가 0이라는 것을 확립한 보른에 전적으로 기인했다. 보른은 요르단과 함께한 그의 논문에 "전기역학으로의 확장을 포함한 양자역학의 가장 중요한 원리"가 포함되어 있다고 생각했다. 그 논문은 하이젠베르크의 접근 방식을 확실한 수학적 기초에 두었다.|본은 폴 디랙이 하이젠베르크와 같은 생각을 하고 있다는 사실을 알고 놀랐다. 곧 볼프강 파울리는 매트릭스 방법을 사용하여 수소 원자의 에너지 값을 계산하고 그들이 보어 모형과 일치한다는 것을 발견했다. 파동역학을 사용하여 문제를 조사한 에르빈 슈뢰딩거가 또 다른 중요한 기여를 했다. 이것은 결정론적 고전 물리학으로 돌아갈 가능성을 제공했기 때문에 당시 많은 사람들에게 큰 호소력을 가졌다. 보른은 실험에 의해 결정된 사실에 반대되기 때문에 이 중 아무 것도 갖지 않았을 것이다. 그는 1926년 7월에 출판된, 슈뢰딩거 방정식의 ψ*ψ에 대한 확률 밀도 함수의 현재-표준 해석을 공식화했다.
1926년 12월 4일 보른에게 보낸 편지에서 아인슈타인은 양자역학에 관한 유명한 말을 했다:
양자역학은 확실히 인상적이다. 하지만 내면의 목소리는 그것이 아직 진짜가 아니라고 말한다. 그 이론은 많은 것을 말하지만, 실제로는 '오래된 것'의 비밀에 더 가까이 다가가지 않는다. 나는 어쨌든 그분이 주사위 놀이를 하고 있지 않다고 확신한다.
|이 인용문은 종종 '신은 주사위 놀이를 하지 않는다'로 바꾸어 표현된다.
1928년 아인슈타인은 하이젠베르크, 보른, 요르단을 노벨 물리학상 후보로 지명했지만, 하이젠베르크만이 "그 응용은 수소의 동소체 형태의 발견으로 이어진 양자 역학의 창안으로"을 1932년 상을 수상했고, 슈뢰딩거와 디랙은 "원자론의 새로운 생산적 형태의 발견으로" 1933년 상을 공동으로 수상했다. 1933년 11월 25일, 보른은 하이젠베르크로부터 편지를 받았는데, 그 편지에서 그는 "괴팅겐의 당신, 요르단, 그리고 나의 공동 작업으로" 혼자 상을 받았다는 "불량한 양심"으로 인해 글쓰기가 늦어졌다는 내용의 편지를 받았다. 하이젠베르크는 양자 역학에 대한 보른과 요르단의 기여는 "외부의 잘못된 결정"에 의해 변경될 수 없다고 말했다. 1954년에 하이젠베르크는 플랑크의 1900년에의 통찰력을 기리는 기사를 썼는데, 거기에서 그는 행렬 역학의 최종 수학적 공식화에 대해 보른과 요르단의 공로를 인정했으며 또한 하이젠베르크는 "대중의 눈에 적절하게 인정되지 않은" 양자역학에 대한 그들의 공헌이 얼마나 위대했는가를 계속 강조했다.
괴팅겐 대학에서 막스 델브뤼크, 지그프리드 플뤼게Siegfried Flügge, 프리드리히 훈트, 파스쿠알 요르단, 마리아 괴퍼트메이어, 로타르 볼프강 노르트하임Lothar Wolfgang Nordheim, 로버트 오펜하이머 및 빅토어 바이스코프 등이 박사학위를 받았다. 괴팅겐 대학교 이론물리학 연구소의 보른의 조수에는 엔리코 페르미, 베르너 하이젠베르크, 게르하르트 헤르츠베르크, 프리드리히 훈트, 파스쿠알 요르단, 볼프강 파울리, 레온 로젠펠트Léon Rosenfeld, 에드워드 텔러 및 유진 위그너 등이 포함되었다. 발터 하이틀러Walter Heitler는 1928년 보른의 조수가 되었고, 또한 1929년 하빌리타치온을 마쳤다. 보른은 그와 함께 일할 수 있는 재능을 인정했을 뿐만 아니라, 그는 "그의 슈퍼스타들이 그를 능가할 수 있게 하였고; 재능이 덜한 사람들에게는 참을성 있게 훌륭하지만 수행할 수 있는 임무를 나누어 주었다". 델브뤼크와 괴퍼트메이어는 노벨상을 수상했다.

## 후기 생애
1933년 1월, 독일에서 나치당이 집권했다. 5월에 보른은 무급 처분을 받은 괴팅겐의 6명의 유대인 교수 중 한 명이 되었고; 프랭크는 이미 사임했다. 12년 동안 그들은 괴팅겐을 세계 최고의 물리학 센터 중 하나로 건설했다. 보른은 존스 홉킨스 대학교의 마리아 괴퍼트메이어와 프린스턴 대학교의 루디 라덴부르크Rudi Ladenburg에게 편지를 보내 새로운 일자리를 찾기 시작했다. 그는 케임브리지 세인트 존스 칼리지(St John’s College)의 제안을 받아들였다. 케임브리지에서 그는 인기 있는 과학 책인 《쉬임없는 우주(Restless Universe)》와 곧 표준 텍스트가 되어 7개 판을 거친 교과서인 《원자 물리학(Atomic Physics)》을 저술했다. 그의 가족은 곧 영국에 정착했고, 그의 딸 이레네Irene와 그리틀리Gritli는 각각 웰시맨 브린리 뉴턴존Welshman Brinley(Bryn) Newton-John과 영국인 모리스 프라이스Maurice Pryce와 약혼했다. 보른의 손녀 올리비아 뉴턴존은 이레네의 딸이었다.

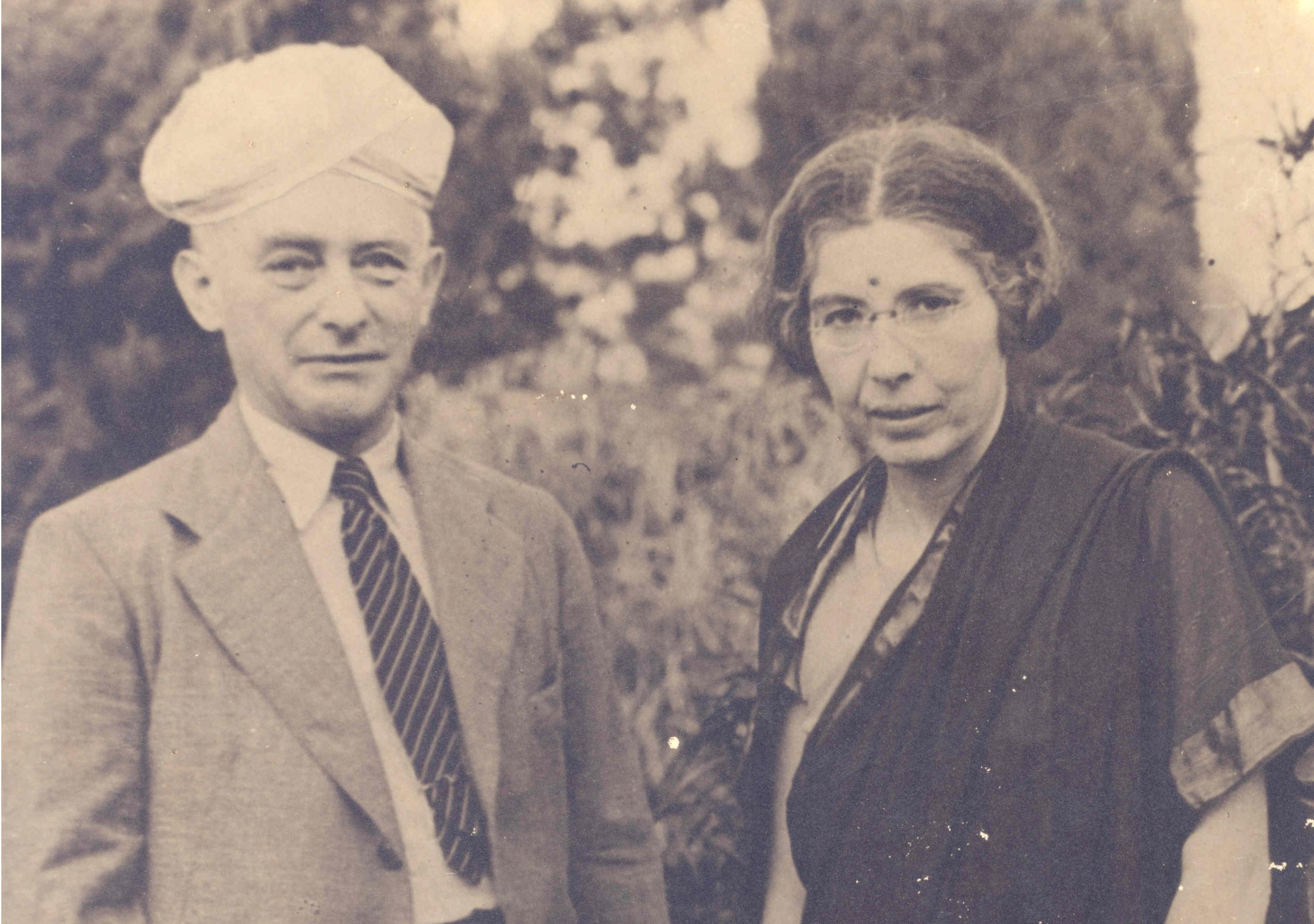
인도 복장의 막스와 헤디 보른. 인도 벵갈루루, 1937년경

케임브리지에서 보른의 직위는 임시직이었고 괴팅겐에서의 그의 임기는 1935년 5월에 종료되었다. 따라서 그는 1935년에 방갈로르로 가라는 C. V. 라만의 제안을 수락했다. 보른은 그곳에서 영구적인 직책을 맡을 것을 고려했지만 인도 과학 연구소는 그를 위한 추가 자리를 만들지 않았다. 1935년 11월, 보른 가족은 독일 시민권을 박탈당하고 무국적자가 되었다. 몇 주 후 괴팅겐은 보른의 박사학위를 취소했다. 보른은 모스크바에 있는 표트르 카피차의 제안을 고려하고 루돌프 파이얼스의 러시아 태생 아내 제니아Genia로부터 러시아어 수업을 받기 시작했다. 그러나 그때 찰스 갈톤 다윈Charles Galton Darwin은 보른에게 1936년 10월에 취임을 가정하여, 보른이 신속하게 수락한 제안인, 에딘버러 대학교의 테이트(Tait) 자연 철학 교수로 그의 후임자가 되는 것을 고려할 의향이 있는지 물었다.
에든버러에서 보른은 수리물리학 교육을 장려했다. 그는 두 명의 독일인 조수인 E. 발터 켈러만E. Walter Kellermann과 클라우스 푸흐스Klaus Fuchs와 한 명의 스코틀랜드인 조수 로버트 슐라프Robert Schlapp와 함께 전자의 불가사의한 행동을 계속 연구했다. 보른은 1937년 에든버러 왕립학회(Royal Society of Edinburgh)의 그리고 1939년 3월에는 런던 왕립학회의 석학회원(Fellow)이 되었다. 1939년 동안, 그는 그의 여동생 케테Käthe, 사돈안 쿠르트Kurt와 마르가Marga, 그리고 그의 친구 하인리히 라우슈 폰 트라우벤베르크Heinrich Rausch von Traubenberg의 딸들을 포함하여 독일에 남아 있는 그의 남은 친구들과 친척들을 가능한 한 많이 국외로 데리고 나왔다. 헤디는 국내 지부를 운영하며 젊은 유대인 여성들을 일자리에 앉혔다. 보른은 제2차 세계대전이 유럽에서 발발하기 하루 전인 1939년 8월 31일에 영국인 귀화 증명서를 받았다.

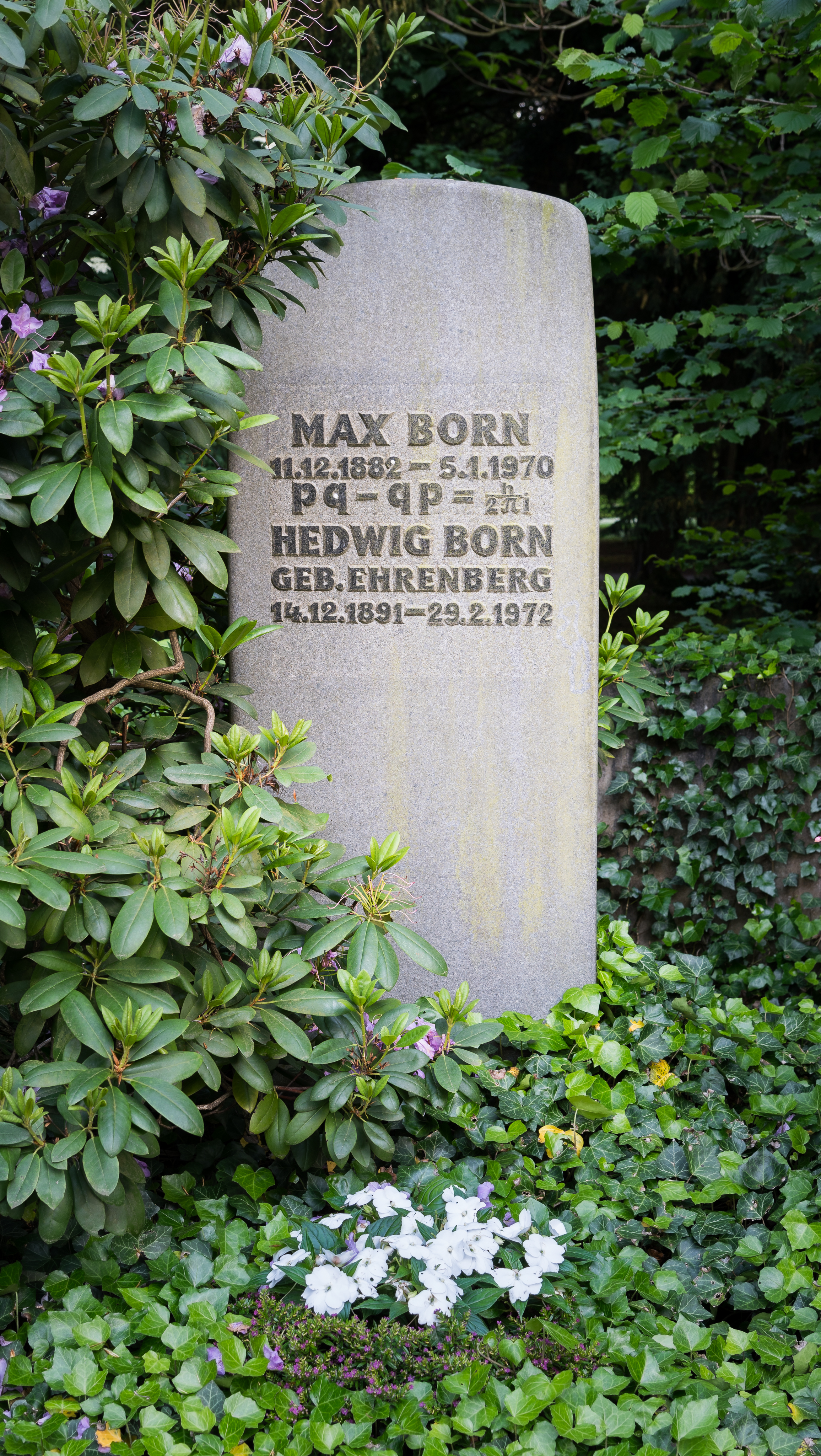
괴팅겐에 있는 보른의 묘비에는 그가 엄격한 수학적 토대 위에 놓은 정준 정류 관계가 새겨져 있다.

Born은 1952년 70세의 정년이 될 때까지 에딘버러에 남아있었다. 그는 1954년 서독의 바트피르몬트(Bad Pyrmont)로 은퇴했다. 10월에 그는 노벨상을 수상한다는 소식을 들었다. 그의 동료 물리학자들은 그를 후보로 지명하는 것을 결코 멈추지 않았다. 프랑크와 페르미는 결정 격자에 대한 연구로 1947년과 1948년에 그를 지명했으며, 수년 동안, 고체 물리학, 양자역학 및 기타 주제에 대한 연구로 후보에 올랐다. 1954년에, 그가 혼자 작업했던 것 - "양자역학의 기초연구, 특히 파동함수의 통계적 해석에 관한 연구로" 그 상을 받았다. 노벨 강연에서 그는 그의 연구의 철학적 의미에 대해 다음과 같이 숙고했다:
절대적 확실성, 절대적 정확성, 최종적 진리 등과 같은 아이디어는 어떤 과학 분야에서도 용납되어서는 안 되는 상상의 산물이라고 생각한다. 반면에 확률에 대한 모든 주장은 그것이 기반으로 하는 이론의 관점에서 옳거나 틀리다. 이러한 생각의 이완('Lockerung des Denkens')은 저에게는 현대 과학이 우리에게 준 가장 큰 축복인 것 같다. 하나의 진리에 대해서 그리고 그 진리의 소유자라는 믿음이 이 세상 모든 악의 근본 원인이기 때문이다.
은퇴 후에도 그는 과학 연구를 계속했고 책들의 새 판들을 만들었다. 1955년에 그는 러셀-아인슈타인 선언문에 서명한 사람 중 한 명이 되었다. 그는 1970년 1월 5일 괴팅겐의 병원에서 87세의 나이로 사망했고, 그곳 슈타트프리트호프(Stadtfriedhof)의 발터 네른스트, 빌헬름 베버, 막스 폰 라우에, 오토 한, 막스 플랑크 그리고 다비드 힐베르트와 같은 공동묘지에 묻혔다.

## 개인적 생애
보른의 아내 헤트비히 (헤디) 에렌베르크Hedwig (Hedi) Ehrenberg(1891-1972)는 법학자 빅터 에렌버그와 엘리스 폰 예링(법학자 루돌프 폰 예링의 딸)의 딸이었다. 보른은 그의 아내 헤디 및 그들의 자녀들 이레네, 그리틀리 및 구스타프보다 먼저 사망했다. 가수 올리비아 뉴턴 존은 이레네(1914-2003)의 딸이고 구스타프는 막스의 손자이기도 한 음악가이자 학자인 조지아나 보른과 배우 맥스 본(《사티리콘 (영화)》)의 아버지이다. 그의 증손자에는 작곡가 브레트 골드스미스, 가수 토티 골드 스미스, 경주 자동차 드라이버 에머슨 뉴턴 존 및 가수 클로에 라탄지가 있다. 보른은 조카인 건축가 오토 쾨니히스베르거(1908-1999)가 마이소르 주에서 의뢰 받는 것을 도왔다.

## 수상과 서훈
- 1934년 - 케임브리지의 스토크스 메달(Sir George Stokes Award)[78]
- 1939년 – 왕립학회 펠로우(Fellow of the Royal Society)[78][79]
- 1945년 - 에든버러 왕립학회(Royal Society of Edinburgh)의 막두걸-브리즈베인상(Makdougall Brisbane Prize)[80]
- 1945년 - 에든버러 왕립학회 건닝 빅토리아 주빌리상(Gunning Victoria Jubilee Prize)[81]
- 1948년 – 막스 플랑크 메달 독일 물리학회(der Deutschen Physikalischen Gesellschaft)[78]
- 1950년 - 런던 왕립학회의 휴즈 메달(Hughes Medal)[78]
- 1953년 괴팅겐 명예시민[78]
- 1954년 – 노벨 물리학상 "양자역학의 기초연구, 특히 파동함수의 통계적 해석에 관한 연구로" 수여되었다.[78]
  - 1954년 – 노벨상 연회 연설[82]
  - 1954년 - 보른 노벨상 수상 강연[83]
- 1956년 - 뮌헨 국제법 휴고 그로티우스 메달[78]
- 1959년 - 독일 연방 공로훈장 대십자장(Order of Merit of the Federal Republic of Germany)[84]
- 1972년 – 막스 보른 메달과 상(Max Born Medal and Prize)은 독일 물리학회(German Physical Society)와 영국 물리학 연구소(Institute of Physics)에 의해 만들어졌다. 매년 수여된다.[85][86]
- 1982년 - 괴팅겐 대학교에서 막스 보른과 제임스 프랑크의 탄생 100주년 기념식을 가졌다.[87]
- 1991년 - 비선형 광학과 단펄스 분광법을 위한 막스-보른-연구소(Max-Born-Institut für Nichtlineare Optik und Kurzzeitspektroskopi)가 그의 이름을 따서 명명되었다.[88]
- 2017년 – 2017년 12월 11일 구글은 카티 실라기Kati Szilagyi가 디자인한 구글 두들을 보른 탄생 135주년을 기념하기 위해 선보였다.[89]

## 저서 목록

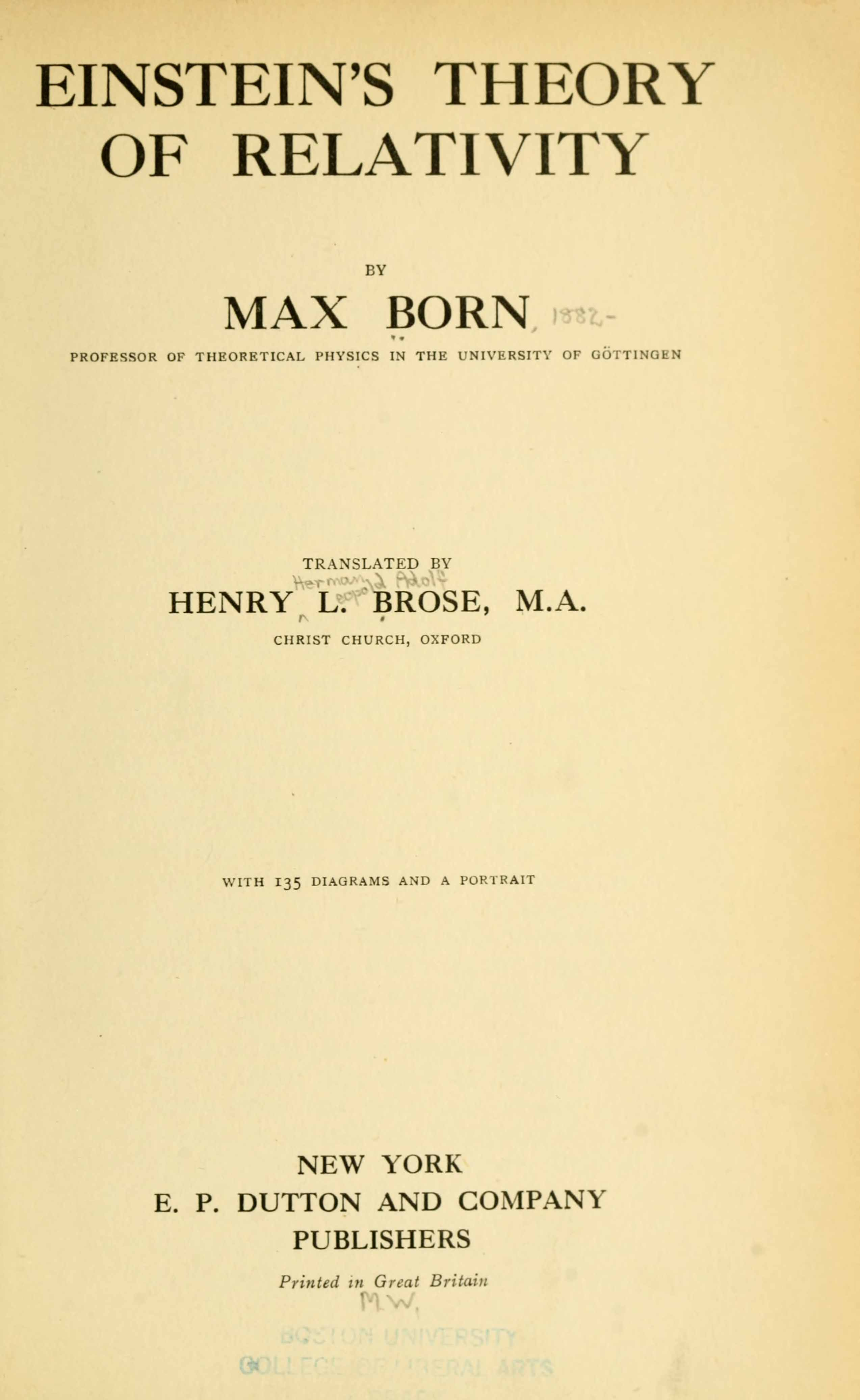
《아인슈타인의 상대성 이론 (Einstein's theory of relativity)》, 1922년 (미국판: Die Relativitätstheorie Einsteins und ihre physikalischen Grundlagen, 1920년)

일생 동안, 보른은 반(semi)-대중적이고 기술적인 책들을 여러권 썼다. 원자물리학과 광학 같은 주제에 대한 그의 책은 매우 좋은 평가를 받았다. 그것들은 그들의 분야에서 고전으로 여겨지며, 여전히 인쇄되고 있다. 다음은 그의 주요 저술들의 연대순 목록이다.
- Über das Thomson'sche Atommodell Habilitations-Vortrag (FAM, 1909) – 하빌리타치온은 1909년 10월 23일 괴팅겐 대학교에서 이루어졌다.[90]
- Die Relativitätstheorie Einsteins und ihre physikalischen Grundlagen (Springer, 1920) – 프랑크푸르트 암 마인 대학에서 보른의 강의를 바탕으로.[91]
  - Einstein's Theory of Relativity이라는 제목으로 영어로 제공된다.[92]
- Dynamik der Kristallgitter (Teubner, 1915)[93] – 이 논문의 출판 후, 물리학자 아르놀트 조머펠트는 보른에게 수학 백과사전 제5권에 대한 글을 써달라고 부탁했다. 제1차 세계대전으로 인해 이 기사에 대한 작업이 지연되었지만 1919년에 시작되어 1922년에 마무리되었다. 그것은 고체 상태의 원자론이라는 제목으로 개정판으로 출판되었다.[94]
- Die Relativitätstheorie Einsteins und ihre physikalischen Grundlagen (in German). Berlin. Springer. 1920.
  - Einstein's theory of relativity. New York. Dutton. 1922.
- Vorlesungen über Atommechanik (Springer, 1925)[93]
- Problems of Atomic Dynamics (MIT Press, 1926) – 1925년 말과 1926년 초에 3개월 동안 MIT에서 두 차례의 강의를 진행한 내용을 바탕으로 독일에서 개발 중인 행렬 역학에 대한 첫 번째 설명.[95][96]
- Mechanics of the Atom (George Bell & Sons, 1927) – J. W. 피셔J. W. Fisher 번역, D. R. 하트리D. R. Hartree 개정.[97]
- Elementare Quantenmechanik (Zweiter Band der Vorlesungen über Atommechanik), with Pascual Jordan. (Springer, 1930) – 이 책은 두 권의 책으로 기획된 것 중 첫 번째 책이었다. 이 책은 보른이 요르단과 행렬 역학에 대한 연구에 한정되었다. 제2권은 에르빈 슈뢰딩거의 파동역학을 다루는 것이었다. 그러나 보른은 친구이자 동료인 헤르만 바일이 이 책을 쓰기 전에 썼다고 믿었기 때문에 제2권은 시작조차 하지 않았다.[98][99]
- Optik: Ein Lehrbuch der elektromagnetische Lichttheorie (Springer, 1933) – 이 책은 보른 부부가 영국으로 이민을 가는 시점에 출간되었다.
- Moderne Physik (1933) – 베를린 공과대학(Technische Hochschule Berlin)에서 진행한 7개의 강의를 기초로.[100]
- Atomic Physics (Blackie, London, 1935) – 업데이트된 존 더걸John Dougall의 Moderne Physik의 공인 번역.[101]
- The Restless Universe[102] (Blackie and Son Limited, 1935) – 위니프레드 마가렛 딘스Winifred Margaret Deans가 번역한 《자연 공방 (the workshop of nature)》의 대중화된 번역본이다. 보른의 조카 오토 쾨니히스베르거Otto Königsberger는 나치가 점령하면서 베를린에서 건축가로서 성공적인 경력이 끝났으며, 이 책의 삽화를 위해 영국으로 임시로 데려왔다.[100]
- Experiment and Theory in Physics (Cambridge University Press, 1943) – 더럼 철학 학회( Durham Philosophical Society)와 순수과학 학회(Pure Science Society)의 요청으로 뉴캐슬어폰타인의 킹스 칼리지에서 주어진 연설. 강의의 확장된 버전은 1956년 도버 출판사(Dover Publications) 판에 실렸다.[103]
- Natural Philosophy of Cause and Chance (Oxford University Press, 1949) – 보른의 옥스포드 대학교의 세인트 메리 막달렌 대학(College of St. Mary Magdale)에서 행한 1948년 웨인플레트Waynflete 강의를 바탕으로. 이후 판(Dover, 1964)에는 두 개의 부록: "상징과 실재(Symbol and Reality)"와 1964년 독일 란다우에서 열린 노벨상 수상자 회의에서 발표된 보른의 강의가 포함됨.[104]
- A General Kinetic Theory of Liquids with H. S. Green (Cambridge University Press, 1949) – 이 책의 6편의 논문은 《왕립학회 회보(Proceedings of the Royal Society)》의 허가를 받아 복제되었다.
- Dynamical Theory of Crystal Lattices, with 쿤황Kun Huang. (Oxford, Clarendon Press, 1954)[105]
- Max Born The statistical interpretation of quantum mechanics. Nobel Lecture – 11 December 1954.
- Physics in My Generation: A Selection of Papers (Pergamon, 1956)[106]
- Physik im Wandel meiner Zeit (Vieweg, 1957)
- Principles of Optics: Electromagnetic Theory of Propagation, Interference and Diffraction of Light,[107] with 에밀 볼프Emil Wolf. (Pergamon, 1959) – 이 책은 Optik의 영어 번역본이 아니라 실질적으로 새로운 책이다. 제2차 세계대전 직후, 많은 과학자들은 보른이 그의 연구를 영어로 업데이트하고 번역할 것을 제안했다. 그 사이에 광학 분야에서 많은 발전이 있었기 때문에 업데이트가 필요했다. 1951년에 볼프Wolf는 보른의 개인 비서로 책을 시작했고; 그것은 결국 1959년에 로버트 맥스웰Robert Maxwell의 페르가몬 출판사(Pergamon Press)에 의해 출간되었다.[108] - "맥스웰이 만든 모든 재정적 및 출판 책략을 해결하는 데" 필요한 긴 시간으로 인해 지연됨.[109]
- Physik und Politik (VandenHoeck und Ruprecht, 1960)
- Zur Begründung der Matrizenmechanik, with Werner Heisenberg and Pascual Jordan (Battenberg, 1962) – Max Born의 80번째 생일을 기념하여 출판되었다. 이 판은 Zeitschrift für Physik, Volumes 26 and 33–35, 1924–1926에 출판된 행렬 역학에 대한 저자의 기사를 다시 인쇄했다.[110]
- My Life and My Views: A Nobel Prize Winner in Physics Writes Provocatively on a Wide Range of Subjects (Scribner, 1968) – 2부(Part II pp. 63–206)는 Von der Verantwortung des Naturwissenschaftlers의 번역이다.[111]
- Briefwechsel 1916–1955, kommentiert von Max Born with Hedwig Born and Albert Einstein (Nymphenburger, 1969)
- The Born–Einstein Letters: Correspondence between Albert Einstein and Max and Hedwig Born from 1916–1955, with commentaries by Max Born (Macmillan, 1971)[112]; 《아인슈타인 보른 서한집》. 박인순 옮김. (범양사, 2007)
- Mein Leben: Die Erinnerungen des Nobelpreisträgers (Munich: Nymphenburger, 1975). 보른의 출판된 회고록.
- My Life: Recollections of a Nobel Laureate (Scribner, 1978).[113] Translation of Mein Leben의 번역.

그의 출판된 논문의 전체 목록은 HistCite 보관됨 2019-02-26 - 웨이백 머신를 참조하라. 그의 출판된 저술에 대해서는 출판된 저술 - 베를린-브란덴부르크 과학 아카데미 도서관(Published Works – Berlin-Brandenburgische Akademie der Wissenschaften Akademiebibliothek)을 참조하라.

## 같이 보기
- 막스 보른의 이름을 딴 것들의 목록(List of things named after Max Born)
- 난민 목록(List of refugees)
- 유대인 노벨상 수상자 목록(List of Jewish Nobel laureates)

## 일반 참조
- Bernstein, Jeremy (2005). "Max Born and the Quantum Theory". American Journal of Physics. 73 (11): 999–1008.
- Born, M.; Heisenberg, W.; Jordan, P. (1925). "Zur Quantenmechanik II". Zeitschrift für Physik. 35 (557–615): 557.
- Born, M.; Jordan, P. (1925). "Zur Quantenmechanik" (PDF). Zeitschrift für Physik. 34 (1): 858–888.
- Born, M. (1926). "Zur Quantenmechanik der Stoßvorgänge". Zeitschrift für Physik. 37 (12): 863–867.
- Born, Max (1969). Physics in my Generation. New York: Springer-Verlag.
- Born, M.; Born, M. E. H. & Einstein, A. (1971). The Born–Einstein Letters: Correspondence between Albert Einstein and Max and Hedwig Born from 1916 to 1955, with commentaries by Max Born. I. Born, trans. London, UK: Macmillan.
- Born, G. V. R. (May 2002). "The Wide-Ranging Family History of Max Born". Notes and Records of the Royal Society of London. 56 (2): 219–262.
- Greenspan, Nancy Thorndike (2005). The End of the Certain World: The Life and Science of Max Born. New York: Basic Books. 독일에서도 출판됨: Max Born – Baumeister der Quantenwelt. Eine Biographie Spektrum Akademischer Verlag, 2005,
- Heisenberg, W. (1925). "Über quantentheoretische Umdeutung kinematischer und mechanischer Beziehungen". Zeitschrift für Physik. 33 (1): 879–893.
- Jammer, Max (1966). The Conceptual Development of Quantum Mechanics. New York: McGraw–Hill.
- Jungnickel, Christa; McCormmach, Russell (1986). Intellectual Mastery of Nature. Theoretical Physics from Ohm to Einstein, Volume 2: The Now Mighty Theoretical Physics, 1870 to 1925. Chicago: University of Chicago Press.
- Kemmer, N.; Schlapp, R. (1971). "Max Born 1882–1970". Biographical Memoirs of Fellows of the Royal Society. 17: 17–52.
- Pais, Abraham (1991). Niels Bohr's Times, In Physics, Philosophy and Polity. Oxford: Clarendon Press.
- Segrè, Emilio (1980). From X-Rays to Quarks: Modern Physicists and their Discoveries. San Francisco: W. H. Freeman and Company.

### 추가 링크
- O’Connor, John J.; Robertson, Edmund F. (2003년 10월). “Max Born”. 《MacTutor History of Mathematics Archive》 (영어). 세인트앤드루스 대학교.
- “Max Born”. 《수학 계보 프로젝트》 (영어). 미국 수학회.